# Daniel Maslany
Daniel Joseph Maslany est un acteur, producteur et compositeur canadien, connu en France pour incarner le détective Watts dans la série télévisée les Enquêtes de Murdoch.

## Biographie
Daniel Maslany est né à Regina, en Saskatchewan, fils de Daniel, un menuisier, et de Renate, une traductrice français/anglais. Sa sœur aînée, Tatiana, est actrice et son frère cadet, Michael, est animateur. Il a des ancêtres autrichiens, allemands, polonais, roumains et ukrainiens. Il est marié à Lucy Hill depuis 2017, laquelle a fait une apparition dans un épisode des Enquêtes de Murdoch. Ils se connaissent depuis 2005.

## Carrière

### Théâtre
Le spectacle en solo, OCDean , écrit et interprété par Maslany, a été créé Théâtre du Globe à Regina en 2013, puis a donné lieu à une série de représentations au Uno Festival de Victoria en 2014. 
Maslany a joué dans l'adaptation moderne de la Mouette (Stupid Fucking Bird) du directeur de théâtre et metteur en scène américain Aaron Posner (en). Il y interprète Conrad qui correspond au Konstantin de la version originale.

### Cinéma/télévision
Maslany a fait ses débuts à l'écran dans le film Dis Maman, comment on fait les bébés ? en 2000, incarnant le personnage de Petey Pierce. Rejoignant le casting de la série Murdoch Mysteries en 2017, pour la dixième saison, Daniel Maslany a endossé le personnage de Llewellyn Watts, un détective de police homosexuel, personnage secondaire récurrent. Il a joué, en 2018, Townes Linderman dans la série YouTube Premium Impulse.

## Récompenses
Daniel Maslany a remporté le Regina 's Mayor's Arts & Business Award  du meilleur artiste émergent en 2008. 

## Filmographie
| Année     | Titre                                                                 | Rôle                                | Noter |
| --------- | --------------------------------------------------------------------- | ----------------------------------- | --- |
| 2000      | Pièces ignorées                                                       | Petey Pierce                        | Film |
| 2001      | Myrtille                                                              | Garçon                              | Court métrage |
| 2003      | Le Ressuscité                                                         | Bobby "Tigre" Simms                 | téléfilm |
| 2003      | Le récital                                                            | Steven Mills                        | Court métrage |
| 2004      | Renegadepress.com                                                     | Josh                                | séries télévisées Épisodes : « Le long chemin du retour » ; "Certains de mes meilleurs amis sont" ; "Superficiel"                              |
| 2005      | Mocassins Appartements                                                | Grégoire                            | séries télévisées Épisode : Signes |
| 2005-2007 | Gaz de coin                                                           | Ados / Elève principal / Adolescent | séries télévisées Épisodes : "Buzz Driver" (étudiant principal); "Fun Run" (adolescent); "La clé du futur (adolescent); Rock On!" (adolescent) |
| 2008      | Mocassins plats : Rédemption                                          | Tony                                | téléfilm |
| 2009      | Le raccourci                                                          | Ivor Hartley (années 1950)          | Film |
| 2010      | Wingin' It                                                            | Elliot                              | séries télévisées Épisode : « Bully Elliot »                                                                                                   |
| 2012      | Enchaîné                                                              | Jeune Bob                           | Film |
| 2012      | InSayshable                                                           | Jeune homme d'affaires              | séries télévisées |
| 2015      | La vie secrète de Marilyn Monroe                                      | Payne Whitney                       | mini-série télévisée Épisode : "Partie 2" |
| 2016      | Quatre heures du matin                                                | Bondurant Smit                      | séries télévisées Épisodes : « La musique » ; "Quatre Christs" ; "Folklore"; "Lune"; "Chimie"; "Coup"; « Enfants du jour » ; Cochon"           |
| 2016      | Survivant désigné                                                     | Jared Abbott                        | séries télévisées Épisode : "Les résultats" |
| 2016–2023 | Les mystères de Murdoch                                               | Détective Llewellyn Watts           | séries télévisées (VF : Christophe Lemoine ) rôle récurrent                                                                                    |
| 2017      | Les mystères de Frankie Drake                                         | Llewellyn Watts                     | séries télévisées |
| 2017      | Toucher                                                               | Jeff                                | Court métrage |
| 2018      | Sur la ligne                                                          | Ryan                                | Court métrage |
| 2018      | SuperGrid                                                             | Chouette                            | Film |
| 2018–2019 | Impulsion                                                             | Villes Linderman                    | séries télévisées Le rôle principal |
| 2019      | Jetons                                                                | Dennis AD                           | séries télévisées Épisodes : « Votre meilleure tête en avant » ; « Inclure l'évier de cuisine » ; "Trouver Cendrillon"                         |
| 2019      | Je suis dans le monde aussi libre et mince qu'un cerf dans une plaine |                                     | Court métrage |
| 2019      | Mentir exposé                                                         | Jerry                               | Film |
| 2019      | Goliath                                                               | Parker                              | Film |
| 2020      | Ingrédients                                                           | Sam                                 | Court métrage |